# Gorybia martes
Gorybia martes är en skalbaggsart som beskrevs av Francis Polkinghorne Pascoe 1866. Gorybia martes ingår i släktet Gorybia och familjen långhorningar.
Artens utbredningsområde är Paraguay. Inga underarter finns listade i Catalogue of Life.